# Ingelfingen
Ingelfingen là một thị trấn nằm ở huyện Hohenlohekreis, thuộc bang Baden-Württemberg, Đức. Nơi đây nằm bên bờ sông Kocher, cách Künzelsau 4 km về phía tây bắc và cách Heilbronn 36 km về phía đông bắc.

## Địa phương kết nghĩa
- Saint-Héand, Pháp, kể từ năm 1991

## Nhân vật

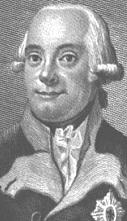
Frederick Louis, Thân vương xứ Hohenlohe-Ingelfingen

- Frederick Louis (1747-1818), tướng lĩnh Phổ, Thân vương xứ Hohenlohe
- Friedrich Karl Wilhelm (1752-1815), Thống chế, Thân vương xứ Hohenlohe-Ingelfingen